# التماس برای آن (ترانه)
«التماس برای آن» (به انگلیسی: Beg for It) ترانه‌ای از رپر استرالیایی ایگی آزیلیا به‌همرهٔ خوانندهٔ دانمارکی مو می‌باشد که در ۲۴ اکتبر سال ۲۰۱۴ به‌عنوان تک‌آهنگ اصلی باز طبقه‌بندی شده (۲۰۱۴) نسخهٔ چاپ مجدد نخستین آلبوم استودیویی آزیلیا تحت عنوان کلاسیک جدید (۲۰۱۴) منتشر گردید.